# Балабан, Борис Александрович
Борис Александрович Балабан (укр. Борис Олександрович Балабан; 23 декабря 1905 (5 января 1906), Харьков — 8 марта 1959, Киев) — украинский советский театральный актёр и режиссёр. Заслуженный артист Украинской ССР (1942).

## Биографические данные
В 1922 поступил в качестве актёра в театр Леся Курбаса «Березиль», занимался в его режиссёрской лаборатории в Киеве. В 1926 вместе с театром переехал в Харьков. Роли: Буффон («Жакерия» Мериме, 1925), Куликовский («Пролог» Бондарчука и Курбаса, 1927).
В 1931 дебютировал как театральный режиссёр постановкой «Четыре Чемберлена», был режиссёром «Березиля» до 1934. Одновременно в 1929—1934 художественный руководитель Харьковского театра музыкальной комедии. Один из немногих открыто выступил в поддержку Курбаса во время разгрома театра в 1933—1934 годах.
Некоторое время работал в Ленинграде.
В 1934—1940 работал в Москве, в частности в Малом театре. Затем во Львове. Был в эвакуации в Алма-Ате, где снялся во 2 серии «Ивана Грозного» у С. М. Эйзенштейн (в роли шута юного Ивана Грозного). В 1944—1947 главный режиссёр Киевского театра оперетты. С 1949 режиссёр Киевского драматического театра имени Ивана Франко. Постановщик театрализованных вечеров и тематических концертов.
Скончался 8 марта 1959 года, похоронен на Байковом кладбище Киева.

## Постановки

### В театре «Березиль»
- 1931 — «Четыре Чемберлена», текст коллективный
- 1932 — «Плацдарм» Ирчана

### В Украинском драматическом театре имени Франко
- 1949 — «За Вторым фронтом» Собко
- 1949 — «Профессор Буйко» Баша
- 1949 — «Пока солнце взойдет, роса очи выест» Кропивницкого
- 1954 — «Петербургская осень» Ильченко
- 1954 — «Поезд можно остановить» Маккола
- 1955 — «Иван Рыбаков» Гусева
- 1956 — «Доктор философии» Нушича
- 1957 — «Лодка качается» Галана
- 1958 — «Весёлка» Зарудного
- 1958 — «Долина слёз» Гимера